# Ken Waterhouse
Kenneth Waterhouse, più conosciuto con il diminutivo Ken Waterhouse (Ormskirk, 23 gennaio 1930 – Lancaster, 4 aprile 2016) è stato un calciatore inglese, di ruolo centrocampista.

## Carriera

### Giocatore
Inizia a giocare con i semiprofessionisti del Burscough, con cui rimane fino al 1953, quando viene tesserato dal Preston N.E.: con i Lilywhites gioca per quattro stagioni consecutive (dal 1953 al 1957) nella prima divisione inglese, per un totale di 20 presenze e 5 reti in campionato nell'arco del quadriennio.
In seguito si trasferisce al Rotherham Utd, club di terza divisione, dove rimane per un quadriennio totalizzando complessivamente 12 reti in 123 partite di campionato; il punto più alto della sua permanenza ai Millers coincide però con la finale della Coppa di Lega 1960-1961, persa con un punteggio aggregato tra andata e ritorno di 3-2 (dopo i tempi supplementari) contro l'Aston Villa, club di prima divisione. Gioca in terza divisione anche con la maglia del Bristol City, con cui tra il 1962 ed il 1964 realizza una rete in 16 partite di campionato; gioca poi un'ultima partita da professionista con il Darlington, club di quarta divisione.

### Allenatore
Ha allenato in due diversi periodi (dal 1965 al 1969 e dal 1970 al 1972) i semiprofessionisti del Morecambe, con cui ha vinto vari trofei e campionati di livello regionale nel Lancashire.

## Palmarès

### Allenatore

#### Competizioni regionali
- Lancashire Combination: 2

Morecambe: 1966-1967, 1967-1968
- Lancashire Combination Cup: 2

Morecambe: 1966-1967, 1967-1968
- Lancashire Senior Cup: 1

Morecambe: 1967-1968
- Lancashire FA Challenge Trophy: 1

Morecambe: 1968-1969